# Ligne Watarase Keikoku
La ligne Watarase Keikoku (わたらせ渓谷線, Watarase Keikoku-sen) est une ligne ferroviaire exploitée par la compagnie Watarase Keikoku Railway, située dans les préfectures de Gunma au Japon. Elle relie la gare de Kiryū à Kiryū à la gare de Matō à Nikkō.

## Histoire
La ligne est ouverte le 15 avril 1911. La 29 mars 1989, la Watarase Keikoku Railway commence l'exploitation à la suite de la cession par la JR East.

## Caractéristiques

### Ligne
- longueur : 44,1 km
- écartement des voies : 1 067 mm
- Nombre de voies : Voie unique
- vitesse maximale : 85 km/h

### Liste des gares
| Numéro | Gare          | Nom japonais | Distance depuis Takasaki (km) | Correspondances                                               | Localisation | Localisation          |
| ------ | ------------- | ------------ | ----------------------------- | ------------------------------------------------------------- | ------------ | --------------------- |
| WK01   | Kiryū         | 桐生         | 0                             | JR East : Ryōmō Jomo Electric Railway : Jōmō (à Nishi-Kiryū)  | Kiryū        | Préfecture de Gunma   |
| WK02   | Shimo-Shinden | 下新田       | 1,9                           |                                                               | Kiryū        | Préfecture de Gunma   |
| WK03   | Aioi          | 相老駅       | 3,1                           | Tōbu : Kiryū                                                  | Kiryū        | Préfecture de Gunma   |
| WK04   | Undō-Kōen     | 運動公園     | 4,2                           | Jomo Electric Railway : Jōmō (à Kiryū Kyūjō-mae)              | Kiryū        | Préfecture de Gunma   |
| WK05   | Ōmama         | 大間々       | 7,3                           | Tōbu : Kiryū (à Akagi) Jomo Electric Railway : Jōmō (à Akagi) | Midori       | Préfecture de Gunma   |
| WK06   | Kami-Kambai   | 上神梅       | 12,4                          |                                                               | Midori       | Préfecture de Gunma   |
| WK07   | Motojuku      | 本宿         | 13,8                          |                                                               | Kiryū        | Préfecture de Gunma   |
| WK08   | Mizunuma      | 水沼         | 16,9                          |                                                               | Kiryū        | Préfecture de Gunma   |
| WK09   | Hanawa        | 花輪         | 21,0                          |                                                               | Midori       | Préfecture de Gunma   |
| WK10   | Nakano        | 中野         | 22,0                          |                                                               | Midori       | Préfecture de Gunma   |
| WK11   | Konaka        | 小中         | 24,4                          |                                                               | Midori       | Préfecture de Gunma   |
| WK12   | Gōdo (ja)     | 神戸         | 26,4                          |                                                               | Midori       | Préfecture de Gunma   |
| WK13   | Sōri          | 沢入         | 33,4                          |                                                               | Midori       | Préfecture de Gunma   |
| WK14   | Haramukō      | 原向         | 38,7                          |                                                               | Nikkō        | Préfecture de Tochigi |
| WK15   | Tsūdō         | 通洞         | 41,9                          |                                                               | Nikkō        | Préfecture de Tochigi |
| WK16   | Ashio         | 足尾         | 42,8                          |                                                               | Nikkō        | Préfecture de Tochigi |
| WK17   | Matō          | 間藤         | 44,1                          |                                                               | Nikkō        | Préfecture de Tochigi |